# Męczenice (gromada)
Męczenice (alt. Męczennice) – dawna gromada, czyli najmniejsza jednostka podziału terytorialnego Polskiej Rzeczypospolitej Ludowej w latach 1954–1972.
Gromady, z gromadzkimi radami narodowymi (GRN) jako organami władzy najniższego stopnia na wsi, funkcjonowały od reformy reorganizującej administrację wiejską przeprowadzonej jesienią 1954 do momentu ich zniesienia z dniem 1 stycznia 1973, tym samym wypierając organizację gminną w latach 1954–1972.
Gromadę Męczenice z siedzibą GRN w Męczenicach (w obecnym brzmieniu Męczennice) utworzono – jako jedną z 8759 gromad na obszarze Polski – w powiecie sandomierskim w woj. kieleckim, na mocy uchwały nr 13j/54 WRN w Kielcach z dnia 29 września 1954. W skład jednostki weszły obszary dotychczasowych gromad Męczenice, Malice Kościelne, Słabuszewice, Kolonia Studzianki B i Żurawniki ze zniesionej gminy Lipnik w tymże powiecie. Dla gromady ustalono 13 członków gromadzkiej rady narodowej.
31 grudnia 1959 do gromady Męczenice przyłączono wsie Dobrocice, Międzygórz i Pielaszów, kolonie Dobrocice, Dobrocice Karczma, Rogal A, Rogal B, Pielaszów i Jadwiga oraz parcelację Międzygórz ze zniesionej gromady Dobrocice; z gromady Męczenice wyłączono natomiast wieś Żurawniki i kolonię Żurawniki, włączając je do gromady Lipnik.
31 grudnia 1961 do gromady Męczenice przyłączono wieś Sadłowice, kolonie Sadłowice A, B, C i D oraz tereny byłego folwarku Sadłowice ze zniesionej gromady Daromin.
Gromada przetrwała do końca 1972 roku, czyli do kolejnej reformy gminnej.